# Leica M

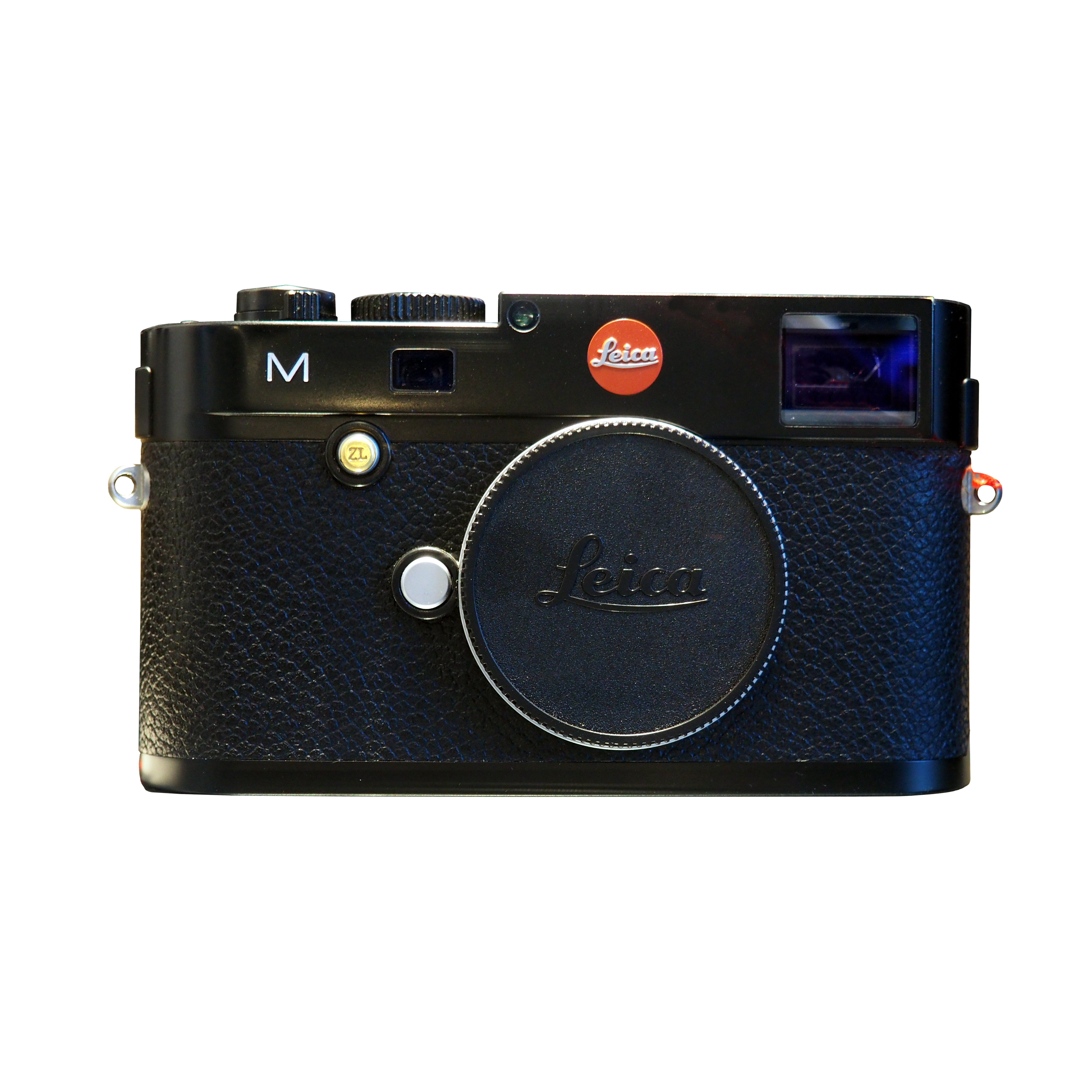
Fotografía de la cámara fotográfica Leica M (Typ 240)

La Leica M (Typ 240) es una cámara fotográfica digital telemétrica de formato completo de la serie M del fabricante de cámaras fotográficas Leica Camera AG. Fue presentada el 17 de septiembre de 2012.
Este modelo es la evolución de la Leica M9, introduciendo importantes diferencias como son:
- Nuevo sensor de tipo CMOS, frente al sensor CCD del modelo M9.
- Introducción del modo Live View que permite observar en tiempo real la imagen capturada por el sensor. Esta característica marca un punto de inflexión en la evolución de las cámaras telemétricas Leica ya que hasta la aparición de este modelo sólo podía utilizarse el visor directo de la cámara para las tareas de enfoque y encuadre.[Nota 1]

1. ↑  Existen otras tres alternativas al visor directo para el enfoque: la primera es utilizar las marcas del anillo de enfoque del objetivo si este dispone de ellas; la segunda técnica, muy similar a la primera, es el foco fijo; y la tercera técnica consiste en el uso del accesorio Visoflex que emplea un espejo como las cámaras réflex. Este accesorio también permite ajustar el encuadre.